# 58. п. н. е.

## Догађаји
- Гај Јулије Цезар преузима дужност провинцијског гувернера (проконзула) римских области Галије и поверена му војска која се састоји од 6 легија.
- Цезар користи миграцију Хелвећана у Галију као изговор за покретања војног похода који ће касније бити познат као Галски рат.
- Галски рат: Настојећи да заустави Хелвећане, Цезар гради 19 миља дуг грудобран са стражарским торњевима између Женевског језера и планина Јуре.
- Цезар односи одлучну победу над Хелвећанима у бици код Бибракте.